# Langmuir-Blodgett-Schicht

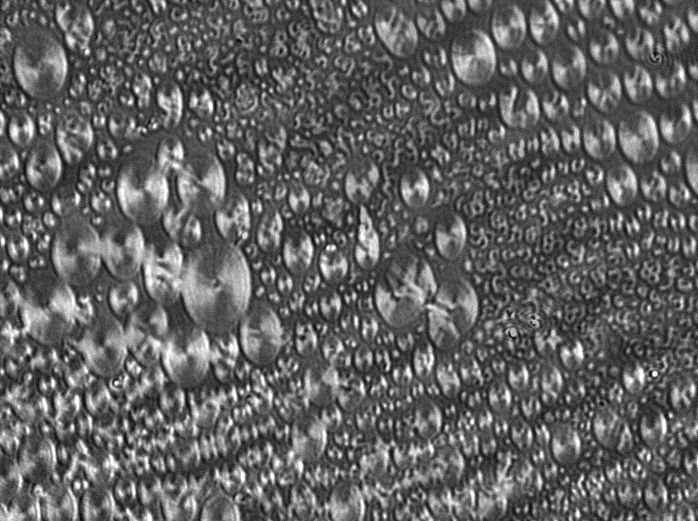
Langmuir-Film bestehend aus komplexen Phospholipiden in einer flüssigen wässrigen Subphase.

Eine Langmuir-Blodgett-Schicht (LB-Schicht, LB-Film) besteht aus einer oder mehreren Monolagen organischer Moleküle, die beim Eintauchen und/oder Herausziehen aus einer Flüssigkeit von der Grenzfläche der Flüssigkeit auf ein festes Substrat übertragen wurden. Eine Anwendung ist beispielsweise die Abscheidung von Phthalocyanin beim Bau von Gassensoren, die auf reduzierbare Gase reagieren.
Langmuir-Blodgett-Schichten sind nach Irving Langmuir und Katherine Blodgett benannt. Bereits Ende der 1910er Jahre entwickelte Langmuir verschiedene Techniken zur Herstellung und Untersuchung von Oberflächenfilmen, dabei verbesserte er unter anderem den Pockels-Trog (von Agnes Pockels) zur Langmuir-Pockels-Waage (1917). Basierend auf diesen Arbeiten stellte Langmuirs spätere Mitarbeiterin Katherine Blodgett 1934 eine Methode vor, mit der polymere Monolagen auf speziell präparierten Glasoberflächen hergestellt werden konnten (Langmuir-Blodgett-Technik).
Die Technik wurde Anfang der 1960er Jahre durch Hans Kuhn weiterentwickelt und die Schichten werden seitdem auch Langmuir-Blodgett-Kuhn-Schichten (LBK-Schichten) bzw. Langmuir-Blodgett-Kuhn-Filme (LBK-Filme) genannt.

## Herstellung
Bei jedem Eintauchen oder Herausziehen („Austauchen“) kommt eine Monolage dazu; es kann also im Idealfall eine genau definierte Anzahl von Monolagen aufgebracht werden. Wenn die Flüssigkeit Wasser ist und die Unterlage hydrophil, bleibt beim Herausziehen das hydrophile Ende der Moleküle an der Unterlage haften. Dagegen ist nach dem Eintauchen das hydrophile Ende der neu erzeugten Monolage außen (also dem Wasser zugewandt). Oft werden Moleküle verwendet, die ein hydrophiles und ein hydrophobes Ende haben; nach dem Herausziehen ist dann also die hydrophobe Seite außen, nach dem Eintauchen (wenn die Unterlage hydrophob ist) die hydrophobe Seite innen.
Um geschlossene und gut geordnete Schichten der Moleküle auf der Flüssigkeit (und somit auf dem Substrat nach Eintauchen/Herausziehen) zu erhalten, wird die Molekül-Schicht auf der Flüssigkeitsoberfläche durch einen Balken zusammengeschoben. Diese sogenannte Filmwaage hält den (Oberflächen-)Druck in der Schicht (den sogenannten Transferdruck) und somit die Flächendichte der Moleküle konstant.
Trotzdem bestehen die größten Schwierigkeiten beim Beschichten mit der Langmuir-Blodgett-Methode im Mangel an mechanischer, thermischer und chemischer Stabilität der Schichten (Bindung nur durch Physisorption).